# Leslie Bancroft-Krichko
Leslie B. Bancroft-Krichko (* 22. Februar 1959 in Portland, Maine) ist eine ehemalige US-amerikanische Skilangläuferin.
Während ihrer Zeit an der Oxford Hills High School trat Bancroft-Krichko im Ski Alpin und Langlauf an. 1978 wurde sie in die US-Nationalmannschaft der Skilangläufer aufgenommen. Zwei Jahre später nahm sie an den Olympischen Winterspielen 1980 in Lake Placid teil. Über 5 und 10 Kilometer belegte sie die Plätze 33 und 28. Mit ihren Kolleginnen Alison Owen-Spencer, Beth Paxson und Lynn Spencer-Galanes erreichte sie im Staffelwettbewerb über vier Mal 5 Kilometer Rang 7.
1983 trat Bancroft-Krichko aus der Nationalmannschaft zurück, um an der University of Vermont zu studieren. Sie betrieb dabei weiterhin Langlauf und kehrte ins Team zurück. 1986 wurde sie US-meisterin über 30 Kilometer, 1987 über 10 Kilometer. 1988 trat sie bei ihren zweiten Olympischen Winterspielen in Calgary an. Den Wettbewerb über 5 Kilometer beendete sie auf dem 31. Platz, über 10 Kilometer erreichte sie Rang 36. In der Staffel mit Dorcas DenHartog, Leslie Thompson und Nancy Fiddler belegte sie den 8. Platz.